# Дом-музей И. П. Пожалостина
Дом-музей И. П. Пожалостина — мемориальный музей, расположенный в Солотче Рязанской области, в бывшей усадьбе русского мастера гравюры И. П. Пожалостина, где он жил и творил с 1894 по 1908 год. В советское время, с 1932 по 1954 год в этом доме работал советский писатель Константин Паустовский. Жизнь в Солотче нашла отражение в его литературных произведениях «мещерского цикла» и эпистолярном наследии. Музей является филиалом Рязанского художественного музея им. И. П. Пожалостина.

## Иван Пожалостин в Солотче
История усадьбы началась в 1857 году, когда волостным писарем Иваном Пожалостиным был построен маленький бревенчатый домик в Солотче. В этом доме в 1856 году родилась его старшая дочь Екатерина. В 1880 году на месте старого дома по личному проекту И. П. Пожалостина был возведён новый, двухэтажный деревянный дом на каменном фундаменте. При доме была построена банька и  разбит небольшой сад.

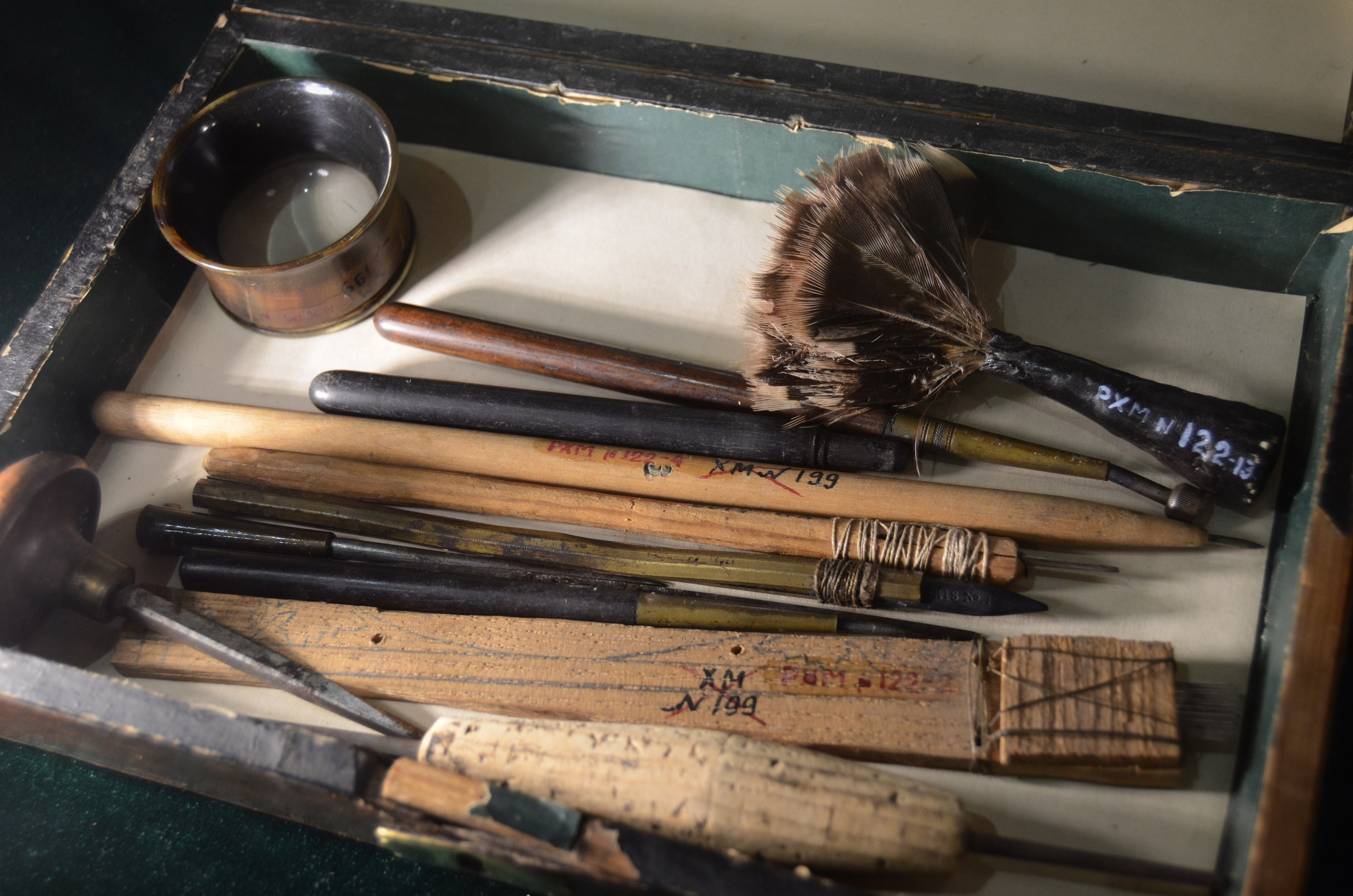
Гравировальные инструменты И. П. Пожалостина

После выхода в отставку в связи с реорганизацией Императорской академии художеств, в 1894 году художник с семьёй поселяется в Рязани, уезжая на лето в свой солотчинский дом, где продолжает работать как гравёр.

## Константин Паустовский и его гости в Солотче
В мае 1921 года решением губисполкома дом Пожалостина был передан под охрану органов народного образования.
После смерти художника в доме проживала его жена Ефросинья Алексеевна (?—1922) с дочерьми Екатериной (1856—1940) и Александрой (1863—1949). Именно к ним в 1932 году обратился писатель Константин Паустовский с просьбой сдать ему комнату. Сначала место дачнику с женой и сыном Вадимом выделили в баньке, затем переселили в главный дом.
На следующий год я поселился у Пожалостиных. Я снял у них старую баню в саду. Сад был заглохший, весь в сирени, в одичалом шиповнике, в яблонях и кленах, покрытых лишаями. На стенах в пожалостинском доме висели прекрасные гравюры — портреты людей прошлого века. Я никак не мог избавиться от их взглядов. Когда я чинил удочки или писал, толпа женщин и мужчин в наглухо застегнутых сюртуках, толпа семидесятых годов, смотрела на меня со стен с глубоким вниманием. Я подымал голову, встречался взглядом с глазами Тургенева или генерала Ермолова, и мне почему-то становилось неловко.Константин Паустовский. «Мещёрская сторона».
Более двадцати лет писатель с семьёй регулярно жил в Солотче, чему способствовали рязанские корни его первой жены Екатерины Степановны Загорской (её родственником являлся археолог Василий Алексеевич Городцов, открыватель Старой Рязани), рождение в Солотче сына Алексея (от третьей жены Т. А. Евтеевой) и влюбленность Константина Георгиевича в Мещёрский край. Живя здесь, Паустовский уходил в походы и прогулки к озерам, в поля, в сёла. Результатом этих путешествий стал цикл его «мещёрских» рассказов.

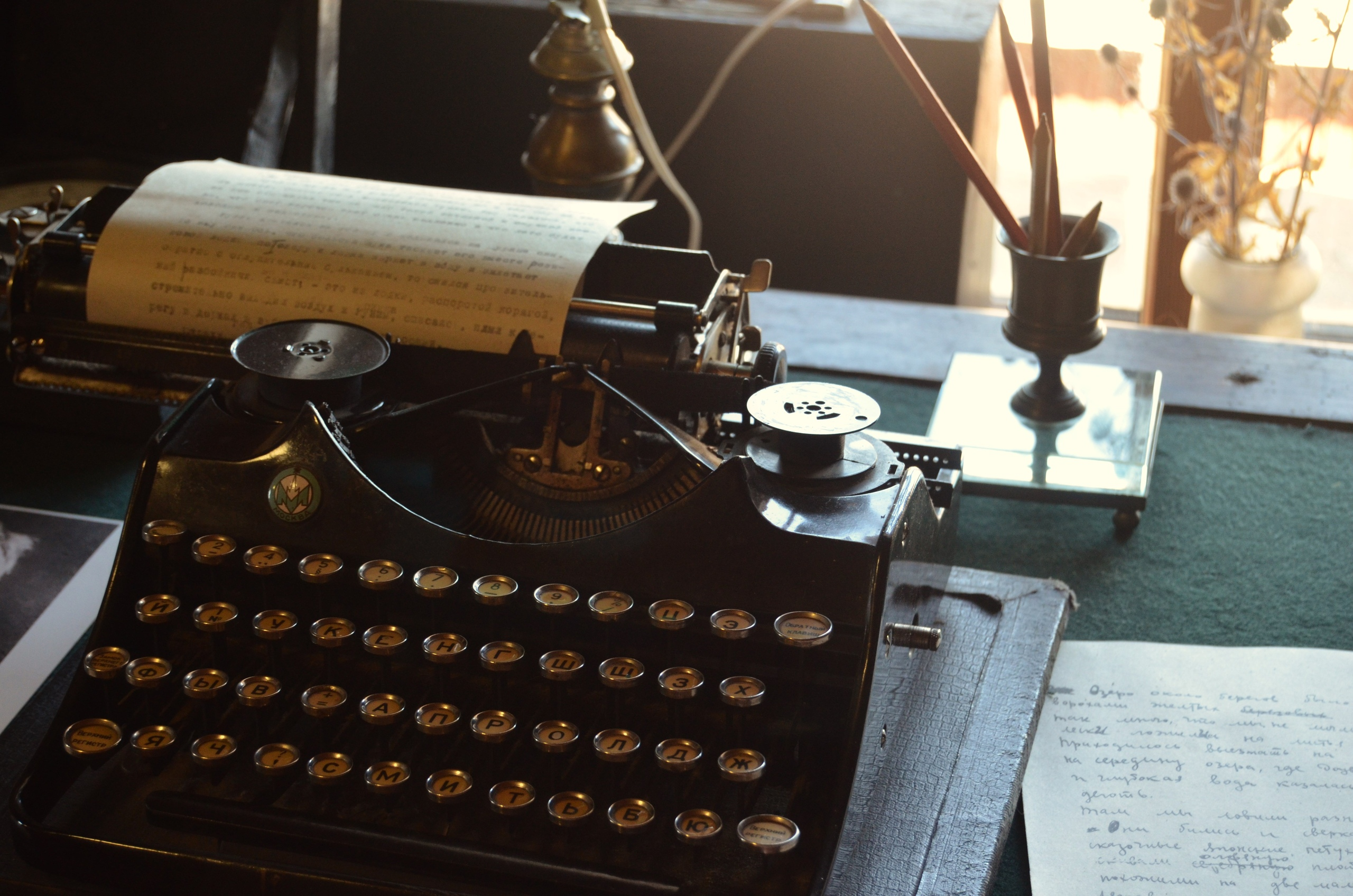
Пишущая машинка в кабинете К. Паустовского

В середине 1930-х годов К. Паустовский написал цикл мещерских рассказов, которые вошли в книгу «Летние дни» («Барсучий нос», «Золотой линь», «Кот-ворюга», «Последний черт» и «Резиновая лодка»), а также рассказы «Заячьи лапы», «Ленька с Малого озера», «Австралиец со станции Пилево» (1937), вторую книгу рассказов «Жильцы старого дома» (1940). В Солотче Паустовский написал повесть «Судьба Шарля Лонсевиля» и «Исаак Левитан», рассказ «Медные доски», главы «Колхиды» и «Северной повести», пьесу «Поручик Лермонтов», воспоминания о Гайдаре и Фраермане, первую книгу автобиографической «Повести о жизни».
Этот очерк написан в мезонине деревенского дома. Окна открыты, и на свет свечи залетают серые бабочки. Так тихо, что слышно, как внизу, в пустых комнатах, стучат ходики. Далеко на Оке гудит пароход. Деревня спит, в окнах темно. Со двора пахнет сырым тесом…Константин Паустовский. «Кордон 273».
В первые же годы проживания в Солотче к Паустовским присоединился детский писатель Рувим Фраерман с семьёй. Писатели вместе путешествуют по окрестностям, ходят на рыбалку, занимаются писательским творчеством. В основу этих произведений ложились подлинные события, участниками или свидетелями которых становился Паустовский и его друг «Рувим» (так называл Паустовский Р. И. Фраермана) во время их скитаний по мещерской земле.
В 1930-е годы усадьба Пожалостина стала своеобразным «литературным гнездом», где бывали в гостях А. А. Фадеев, Василий Гроссман, С. А. Бондарин, А. П. Платонов, А. И. Роскин и многие другие. В 1938 году Паустовского в Солотче навестили поэт Константин Симонов и его первая жена Наталья Соколова, здесь им была написана поэма «Суворов». В 1937 и 1939 годы летом и осенью в гостях у Паустовского жил и работал Аркадий Гайдар. Именно в Солотче он написал рассказ «Чук и Гек», а позже задумал повесть «Тимур и его команда».
Дорогой Рува! Когда вы едете в Солотчу? Какие твои и Косты планы? Тоскую по «Канаве», «Промоине», «Старице», и даже по проклятому озеру «Поганому» и то тоскую. Выйду на берег моря — ловят здесь с берега рыбу бычок. Нет! Нету мне интереса ловить рыбу бычок. Чудо ли из огромного синего моря вытащить во сто грамм и все одну и ту же рыбешку? Гораздо чудесней на маленькой, чудесно задумчивой «Канаве» услышать гордый вопль: «Рува, подсак!» А что там еще на крючке дрягается — это уже наверху будет видно, —в 1939 году А. Гайдар писал из Одессы Р. Фраерману.

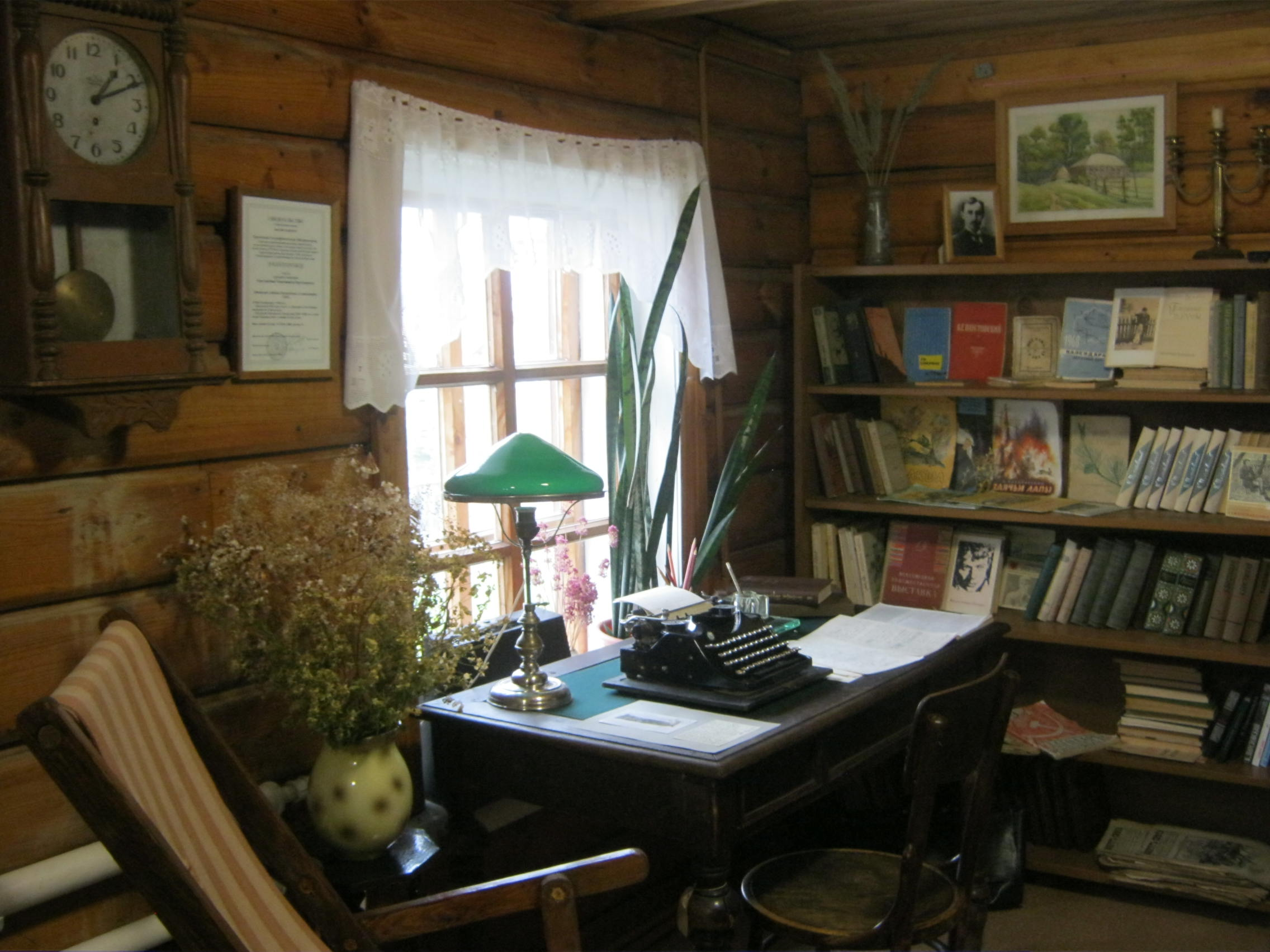
Кабинет К. Г. Паустовского

В апреле 1943 года младшая дочь Пожалостина Александра продала дом (по другим сведениям — передала в дар) Паустовскому и Рувиму Фраерману.
В послевоенные годы писатель создает в Солотче рассказы «Собрание чудес», «Телеграмма», «Ночь в октябре», «Во глубине России», «Кордон-273», «Повесть о лесах», очерки и сказки. В доме у Паустовского бывали не только писатели: приезжал по делам режиссёр Всеволод Пудовкин, гостил лётчик-герой Михаил Водопьянов.

Осенью 1949 года в письме Константину Федину из Солотчи Паустовский напишет: 
Вчера ночью умерла в полном одиночестве, в пустом доме старушка Пожалостина. И мне, чужому человеку, пришлось закрыть ей глаза.
На похороны своей тёти приехала дочь старшего сына художника Мария Петровна, которая увезла гравюры и архив И. П. Пожалостина в Ленинград и передала их в собрание Русского музея.
Еще в 1950 году Паустовский и Фраерман обратились с ходатайством в отдел культпросвета Рязанского исполкома с просьбой о передаче дома для мемориального музея Пожалостина. И лишь 9 июня 1964 года было принято решение об открытии Дома-музея Пожалостина в Солотче.
Последние годы жизни Паустовского были связаны уже с Тарусой, а в Солотче жила семья Фраерманов. Последний раз Константин Георгиевич побывал в Солотче в августе 1966 года, когда режиссёр Ю. Ф. Рябов снимал о нём документальный фильм «Дорога к Чёрному озеру». Благодаря этой съёмке сегодня можно увидеть редкие кадры Солотчи и пожалостинского дома с мезонином. В это же время часть дома с усадьбой была передана Рязанскому областному художественному музею и начались работы по реставрации мемориального объекта.
7 января 1970 года, в день смерти Пожалостина, дом полностью сгорел, от всей усадьбы сохранился сад, беседка и маленькая баня. К счастью, во время пожара многие работы, личные вещи гравёра находились в Рязани и уцелели. Усадьба была заброшена последними владельцами, параллельно между Рязанским художественным музеем и родственниками Фраермана шли судебные разбирательства. Вопрос о восстановлении сгоревшего дома и об организации дома-музея И. П. Пожалостина неоднократно поднимался рязанскими краеведами, активистами и прессой в 1980-е годы. В 1985 году реставрация усадьбы была включена в план подготовки к 900-летию Рязани. И лишь весной 1988 года силами сотрудников Рязанских реставрационных мастерских началось восстановление дома на старом фундаменте по сохранившимся чертежам и фотографиям. На протяжении нескольких лет реставрационно-восстановительные работы возглавляла научный сотрудник Рязанского художественного музея им. И. П. Пожалостина Александра Фёдоровна Перепёлкина (1924—2013). В 1990 году она возглавила создающийся дом-музей и являлась его бессменной заведующей до 2008 года.

## Музей

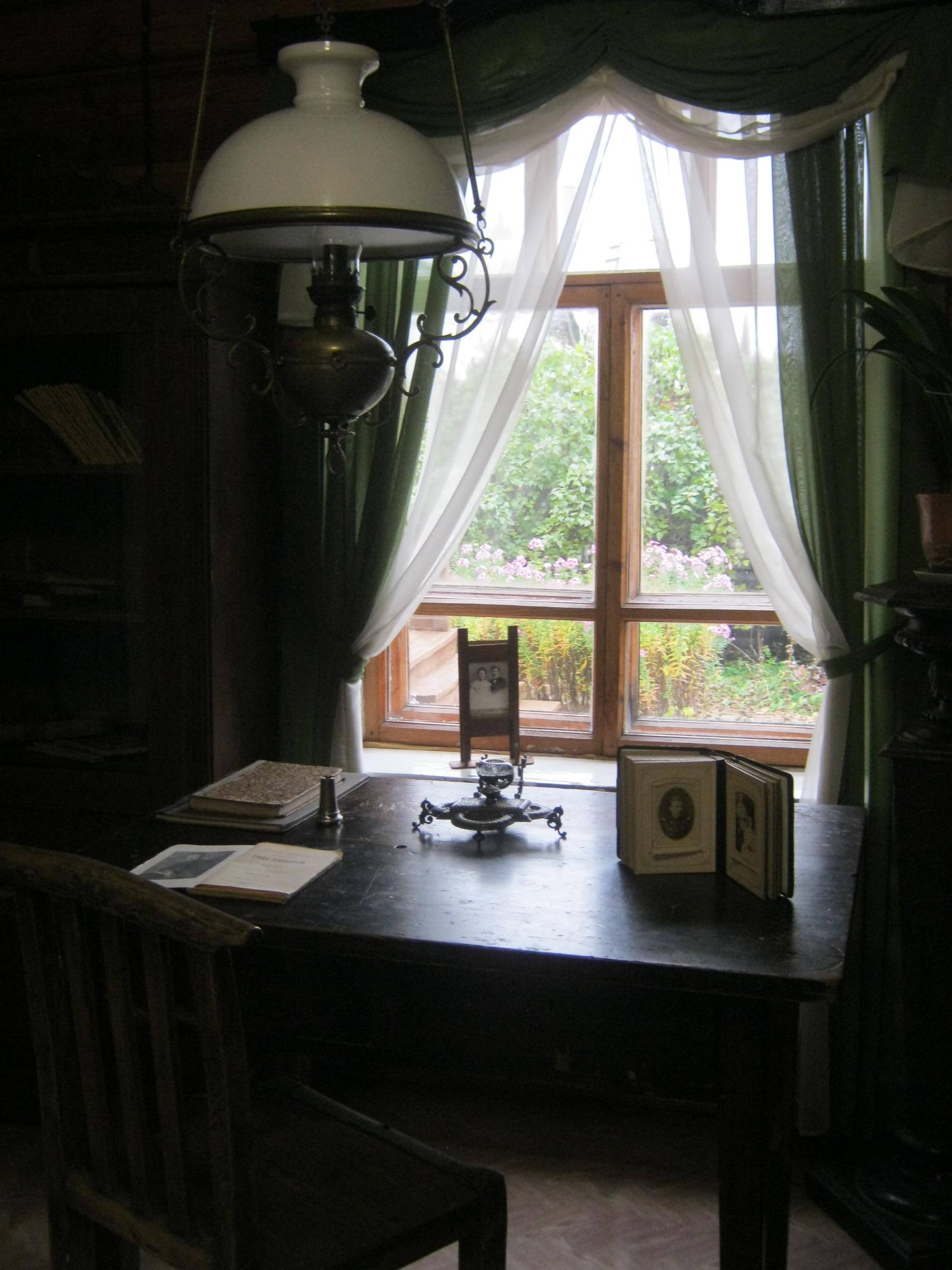
Фрагмент экспозиции дома-музея

Дом-музей И. П. Пожалостина был открыт 6 июня 1992 года к 155-летию со дня рождения художника и в год 100-летия со дня рождения К. Г. Паустовского в качестве отдела Рязанского художественного музея им. И. П. Пожалостина.
Первыми экспонатами музея стали гравюры Пожалостина. Изначально шла речь и о мемориализации дома, что и было осуществлено в 1997 году: был воссоздан кабинет Ивана Петровича: в фондах художественного музея сохранились стул, сделанный руками художника, его рабочий стол, гравировальные инструменты. По сохранившимся фотографиям удалось подобрать предметы, близкие по стилю и по духу.
В 2012 году к 120-летию со дня рождения Константина Паустовского на втором этаже дома, в мезонине был восстановлен «Кабинет К. Г. Паустовского», где он создавал многие известные произведения. В экспозиции представлены большой письменный стол, настольная лампа, пишущая машинка, книжный шкаф, фотография Бунина. Открытию кабинета предшествовала большая работа: были изучены архивные материалы, фотографии, огромную помощь в воссоздании обстановки оказал московский музей Паустовского.

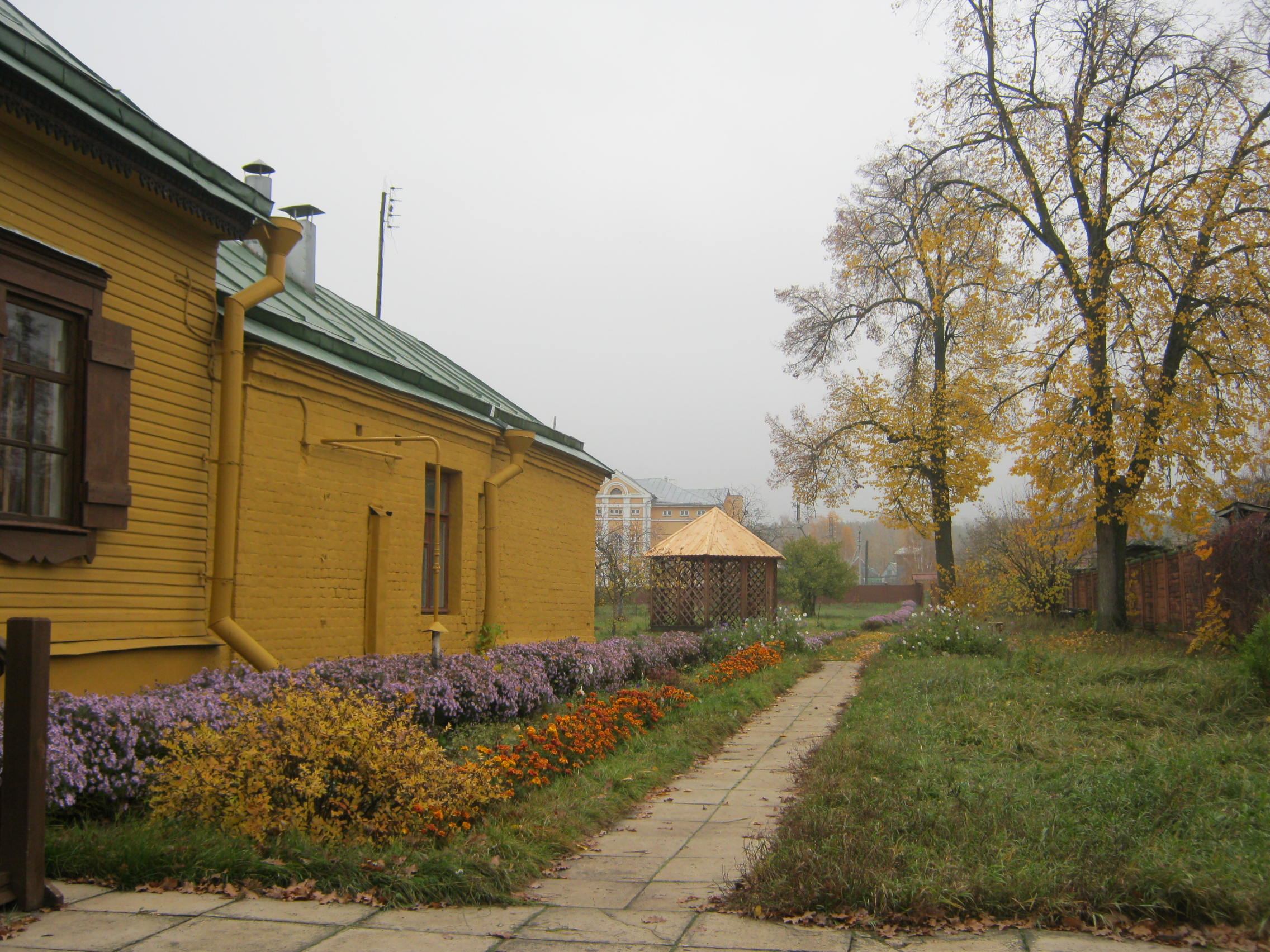
Территория дома-музея с видом на беседку

Ныне в комплекс усадьбы входят дом, «банька», беседка, колодец и яблоня Гайдара (посажена им в 1939 году), а также административный корпус с выставочным залом 51,4 м². В комнатах воссоздан интерьер времён, когда здесь проживала семья академика Пожалостина, воссоздана комната дочерей художника. Мемориальная экспозиция музея знакомит с творчеством И. П. Пожалостина на протяжении всей его жизни. В экспозиции показана целая портретная галерея государственных деятелей, писателей, священнослужителей, а в кабинете гравёра развёрнута мемориальная экспозиция. Литературная экспозиция знакомит с творчеством писателей К. Г. Паустовского и А. П. Гайдара, отразившим красоту Солотчинского края, а в мезонине можно посетить кабинет К. Паустовского.
В общий ансамбль дома-музея И. П. Пожалостина входит 170-летний черешчатый дуб, который с 16 июня 2017 года имеет статус «Дерево-памятник живой природы».
От дома-музея начинается экскурсионный маршрут «Тропа К. Г. Паустовского».
В настоящее время дом-музей Пожалостина является культурным центром Солотчи, здесь ежегодно проходят Пожалостинские дни, посвященные дню рождения художника, открываются новые выставки, работают клуб «Собеседник» и солотчинский любительский хор. По данным 2021 года, ежегодно дом-музей Пожалостина посещают до 15 000 туристов из разных регионов страны.

## Внешние видеофайлы
- Дом Ивана Петровича Пожалостина в Солотче отремонтируют // ГТРК Ока.
- Дом музей И. П. Пожалостина // События и мнения. 2018. 10 декабря.